# Extralegale voordelen
Extralegale voordelen zijn in België beloningen voor werk die buiten het normale salaris vallen. Niet alleen extra betalingen behoren tot de extralegale voordelen; ze kunnen ook de vorm aannemen van verstrekkingen in natura. Extralegale voordelen worden als loon aangerekend voor het vaststellen van sociale-zekerheidsbijdragen en de personenbelasting, de zogenaamde voordelen van alle aard. In Nederland spreekt men van emolumenten. 
De diverse cheques (maaltijd-, eco- en sport/cultuurcheques) vormen een uitzondering op deze regel. Zij worden niet belast en worden evenmin als loon aangerekend voor het vaststellen van de sociale-zekerheidsbijdragen. In België zijn deze cheques dan ook een populaire aanvulling geworden op het nettoloon. Op de maaltijdcheque zit wel een bijdrage van de werknemer van 1,09 € ongeacht het bedrag van de maaltijdcheque. 

## Voorbeelden
- Ambtswoning
- Gratis of zeer goedkope maaltijden
- Gratis of goedkoper reizen (voor bijvoorbeeld NS-personeel)
- Mobiele telefoon waarmee ook privé gebeld mag worden
- Incidenteel extra gewerkte uren (boven contracturen)
- Personeelskorting bij aankopen binnen het bedrijf waar men werkzaam is
- Eindejaarspremie
- Laptop
- Tankkaart (in Vlaanderen)
- Bedrijfswagen
- Verzekeringen zoals groepsverzekering, hospitalisatieverzekering, ambulante verzekering, omniumverzekering of levensverzekering
- Cheques zoals maaltijdcheques, ecocheques of dienstencheques
- Verdere faciliteiten ten voordele van de werknemer